# Стојан Мутикаша (филм)
Стојан Мутикаша је југословенски филм из 1954. године. Филм је режирао Феодор Ханжековић, који је написао сценарио по истоименом роману Светозара Ћоровића.

## Радња
Херцеговина крајем 19. стољећа. Главни јунак једно сељачко дијете, и почиње своју улогу као слуга да би касније постао газда, богаташ и једна од најугледнијих личности у своме месту. 
Млади Стојан долази у Мостар, спреман под сваку цену успети у својој жаркој намери да се обогати. Он постаје калфа код газда Симе, чија се супруга Анђа загледа у њега. Кад газда умре, Стојан преузима дућан и будући да се служи лихварским методама покојника, брзо постаје озлоглашен. Стојан је некада волео младу Росу, али ју је напустио због Анђе.
Када се дошло до одлуке да му богатство буде одузето а он да буде стављен у затвор, одлучује да себи одузме живот.
Лик је формиран по угледу на праву ситуацију из живота, јер су готово сви овдашњи трговци од сељака постали газде.

## Улоге
| Глумац               | Улога                          |
| -------------------- | ------------------------------ |
| Душан Јанићијевић    | Стојан Мутикаша                |
| Мира Ступица         | Газдарица Анђа                 |
| Шутка Риџешић        | Роса                           |
| Салко Репак          | Газда Симо                     |
| Света Милутиновић    | Отац                           |
| Лучка Симонути       | Мајка                          |
| Јован Ранчић         | Милош                          |
| Мирослав Беловић     | Бошко                          |
| Јован Гец            | Газда Ђорђије                  |
| Васо Косић           | Газда Радован                  |
| Милан Лекић          | Марко                          |
| Милорад Самарџић     | Перо                           |
| Александар Стојковић | Ћосо                           |
| Јоланда Ђачић        | Росина бака                    |
| Вера Јовановић       | Љуба                           |
| Федор Ханжековић     |                                |
| Есад Казазовић       |                                |
| Сафет Башагић        |                                |
| Драгутин Цвингл      |                                |
| Бошко Николић        |                                |
| Миле Пани            |                                |
| Сафет Пашалић        | Мула Јусуф (као С. Пашалић)    |
| Мате Реља            |                                |
| Фахро Коњхоџић       | Јегуља (као Фахрудин Коњхоџић) |

Комплетна филмска екипа ▼
| Редитељ                   | Федор Ханжековић       |                                         |
| Сценариста                | Светозар Ћоровић       | (новела)                                |
| Сценариста                | Федор Ханжековић       | (адаптација)                            |
| Композитор                | Борис Папандопуло      |                                         |
| Директор фотографије      | Миленко Стојановић     | (као Миша Стојановић)                   |
| Монтажер                  | Блаженка Јенчик        |                                         |
| Сценограф                 | Владимир Тадеј         |                                         |
| Уметнички директор        | Владо Бранковић        | (као Владимир Бранковић)                |
| Костимограф               | Владимир Тадеј         |                                         |
| Одсек за шминку           | Софија Николић         | шминкерка                               |
| Одсек за шминку           | Соња Зечевић           | шминкерка                               |
| Менаџер продукције        | Драгутин Цвинг         | вођа снимања (као Д. Цвингл)            |
| Менаџер продукције        | Владимир Ђурковић      | директор филма (као В. Ђурковић)        |
| Помоћник режије           | Никола Ђурђевић        | помоћник редитеља                       |
| Помоћник режије           | Мехмед Фехимовић       | помоћник редитеља                       |
| Помоћник режије           | Мате Реља              | први помоћник редитеља                  |
| Уметнички одсек           | Џемо Ћесовић           | асистент сценографа (као Џемал Ћесовић) |
| Уметнички одсек           | Мехмедалија Маглалија  | асистент сценографа                     |
| Уметнички одсек           | Авдо Муминагић         | сценски реквизитер                      |
| Уметнички одсек           | Мањо Узеир             | сценски реквизитер                      |
| Одсек за звук             | Владимир Додиг         | микроман                                |
| Одсек за звук             | Миро Хрбачек           | микроман (као Мирослав Хрбачек)         |
| Одсек за звук             | Драгутин Јелић         | тонски сарадник                         |
| Одсек за камеру и расвету | Сулејман Балић         | пратилац камере                         |
| Одсек за камеру и расвету | Иво Белец              | пратилац камере (као Иван Белец)        |
| Одсек за камеру и расвету | Мухамед Карамехмедовић | пратилац камере                         |
| Одсек за камеру и расвету | Ранко Станишић         | пратилац камере                         |
| Одсек за монтажу          | Бланка Јелић           | асистент монтажера                      |
| Музички одсек             | Лидија Јојић           | музички уредник                         |
| Музички одсек             | Борис Папандопуло      | диригент                                |
| Остала екипа              | Љубинка Курузовић      | секретар режије (као Љубинка Ђукић)     |

## Награде
- Пула 1954. - Душан Јанићијевић је добио прву награду за главну мушку улогу, док су сам филм и Ханжековић за режију награђени другом наградом[2]
- Награда удружења филмских произвођача Југославије за најбољу женску улогу Мири Ступици[2]